# 布里萨克-坎塞
布里萨克-坎塞（法語：Brissac-Quincé，法語發音：[bʁisak kɛ̃se] ⓘ）是法国曼恩-卢瓦尔省的一个旧市镇，属于昂热区。布里萨克-坎塞于1964年由原市镇布里萨克（Brissac）和坎塞（Quincé）合并而成。2016年12月15日，布里萨克-坎塞和相邻的9个市镇合并为新市镇布里萨克-卢瓦尔-欧邦斯，布里萨克-坎塞为新市镇行政中心。

## 地理
布里萨克-坎塞（47°21'18"N, 0°26'56"W）面积9.76 平方千米，位于法国卢瓦尔河地区大区曼恩-卢瓦尔省，该省份为法国西部内陆省份，大致对应安茹地区，北起顺时针与马耶讷省、萨尔特省、安德尔-卢瓦尔省、维埃纳省、德塞夫勒省、旺代省、大西洋卢瓦尔省和伊勒-维莱讷省接壤。
与布里萨克-坎塞接壤的市镇（或旧市镇、城区）包括：莱萨勒、欧邦斯河畔沙尔塞圣埃利耶、阿朗松圣母村、圣让德莫夫雷、卢瓦尔河畔圣萨蒂南、沃克雷蒂安。

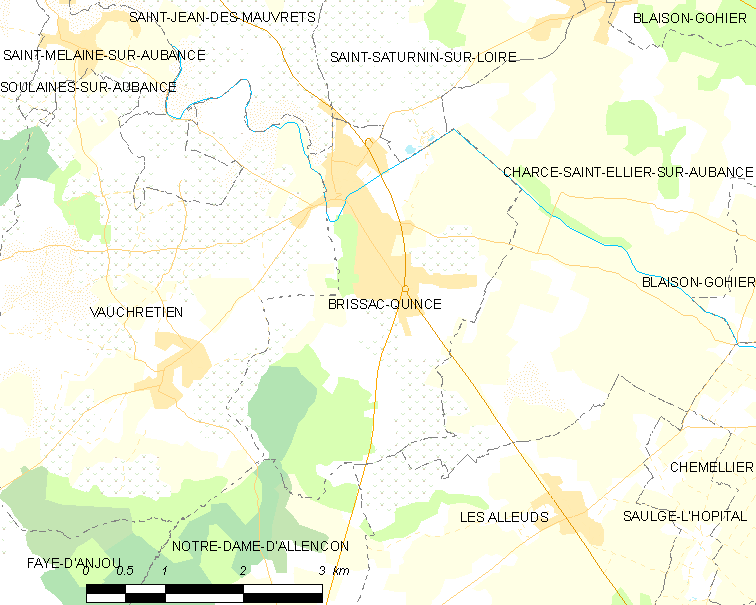
布里萨克-坎塞的OSM定位图

布里萨克-坎塞的时区为UTC+01:00、UTC+02:00（夏令时）。

## 行政
布里萨克-坎塞的邮政编码为49320，INSEE市镇编码为49050。

## 政治
布里萨克-坎塞所属的省级选区为莱蓬德塞县。

## 人口

1962-2008年间布里萨克-坎塞人口变化图示

布里萨克-坎塞于2018年1月1日时的人口数量为3106人。

## 友好城市
- 義大利 卡卢索